# Entgen Luijten

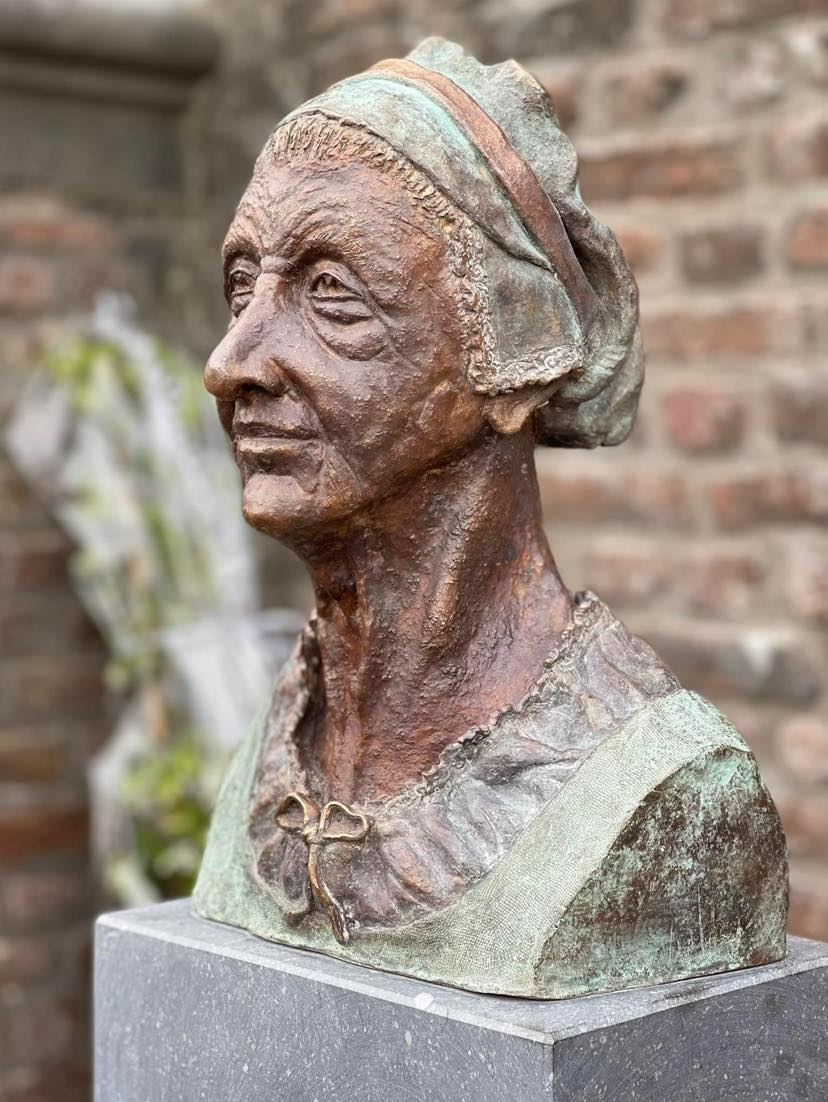
Portretbeeld Entgen Luyten - Limbricht

Entgen Luijten, död 1674, var en nederländsk kvinna som anklagades för häxeri. Hon är känd som den sista person som åtalades för trolldom i Nederländerna. 
Hon åtalades för häxeri i Limbricht. Hon fängslades och underkastades tortyr. Hon avled i fängelset. 
Hon är föremål för romanen De witch van Limbricht (2021) av Susan Smit. 
En bronsbyst av Ankie Vrolings-Bleilebens föreställande henne sattes upp 3 juni 2022 vid Kasteel Limbricht. 